# Позивање на традицију
Позивање на традицију је логичка грешка позната и као аргумент из старости (лат. Argumentum ad antiquitatem), аргумент из традиције, позивање на старину и позивање на уобичајну праксу. Ова логичка грешка настаје када се закључује да је нешто исправно зато што се слаже са традицијом или установљеном праксом. Основни концепт грешке је "ово је исправно, јер смо то одувек радили".
Позивање на традицију се базира на 2 претпоставке:
- Стари начин размишљања  је био исправан када је уведен, односно чим је тај начин размишљања превладао, значи да је тачно.

(пример логичке грешке позивање на већину)
- Стара оправдања за неку традицију и даље важе.

(ово не мора бити тачно, јер се околности мењају временом)
Ова грешка се често прави и користи, јер кад год се промени нека пракса, то само по себи значи да смо до тада грешили, а многи не воле да признају своје грешке. Многи и не воле промене биле оне добре или лоше и зато се одржава традиција чак и уколико је у питању нешто лоше. Супротно од ове грешке је логичка грешка позивање на новитет.

## Примери
- Одувек смо јахали коње, ови возови нам нису потребни.

Замислите да смо одбили да користимо воз, аутомобил и авион само зато што смо одувек јахали.
- Мој деда је имао робове, мој тата је имао робове, наш народ је одувек имао робове, имаћу их и ја.

Робовласништво има дугу традицију и историју протежући се до антике, али то не значи да је оправдано постојање те праксе.
- Наши преци су веровали у више богова и тада су били јачи и одлучнији, значи и ми требамо да се вратимо старој вери."

Подаци о вери наших предака су врло скромни, стога не би имали комплетан морални компас и сврху када би је прихватили, безобзира што је то велики део наше историје и традиције.